# Onbeperkte duikbotenoorlog

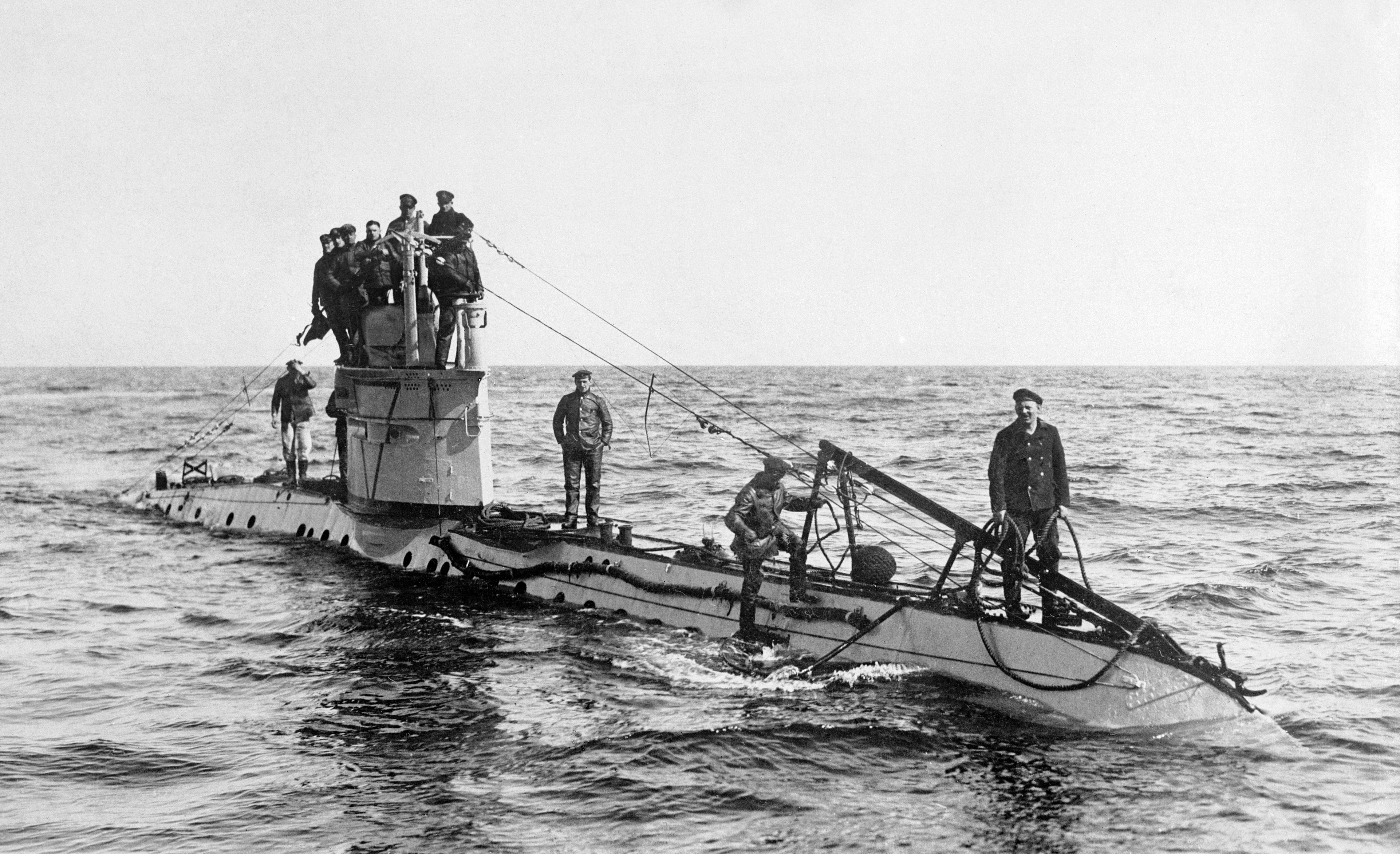
Een Duitse onderzeeër tijdens de Eerste Wereldoorlog

De onbeperkte duikbotenoorlog was de Duitse oorlogsvoering met onderzeeërs tijdens de Eerste en Tweede Wereldoorlog waarbij  U-boten geen vooraf bepaalde of bevolen missies uitvoerden, maar alle schepen van vijandelijke landen die ze tegenkwamen aanvielen; niet alleen oorlogsschepen, maar ook koopvaardijschepen en soms zelfs passagiersschepen.
Deze opdracht aan de duikboten liet ook het aanvallen van schepen uit neutrale landen toe als die (zouden) helpen bij de bevoorrading van de vijand. Er zijn gedurende de Eerste Wereldoorlog ook Nederlandse schepen getorpedeerd, mogelijk per vergissing. Foto's van vissersschepen uit die tijd tonen een brede rood-wit-blauwe band langs de boeg met daarin in grote letters het woord HOLLAND.
Het Verenigd Koninkrijk was in beide wereldoorlogen sterk afhankelijk van de aanvoer over zee van soldaten, levensmiddelen en andere goederen voor het front. Duitsland dacht met de onbeperkte duikbotenoorlog deze bevoorrading te kunnen stilleggen, waarna het land zou moeten capituleren.

## Eerste Wereldoorlog
| maand      | 1914       | 1915       | 1916       | 1917       | 1918       |
| ---------- | ---------- | ---------- | ---------- | ---------- | ---------- |
| januari    |            | 47.981     | 81.259     | 368.521    | 306.658    |
| februari   |            | 59.921     | 117.547    | 540.006    | 318.957    |
| maart      |            | 80.775     | 167.097    | 593.841    | 342.597    |
| april      |            | 55.725     | 191.667    | 881.027    | 278.719    |
| mei        |            | 120.058    | 129.175    | 596.629    | 295.520    |
| juni       |            | 131.428    | 108.855    | 687.507    | 255.587    |
| juli       |            | 109.640    | 118.215    | 557.988    | 260.967    |
| augustus   | 62.767     | 185.866    | 162.744    | 511.730    | 283.815    |
| september  | 98.378     | 151.884    | 230.460    | 351.748    | 187.881    |
| oktober    | 87.917     | 88.534     | 353.660    | 458.558    | 118.559    |
| november   | 19.413     | 153.043    | 311.508    | 289.212    | 17.682     |
| december   | 44.197     | 123.141    | 355.139    | 399.212    |            |
| Totaal p/j | 312.672    | 1.307.996  | 2.327.326  | 6.235.878  | 2.666.942  |
| Totaal     | 12.850.814 | 12.850.814 | 12.850.814 | 12.850.814 | 12.850.814 |

De onbeperkte duikbotenoorlog tijdens de Eerste Wereldoorlog, die Duitsland afgekondigde en die op 18 februari 1915 aanving, nam op 7 mei 1915 een dramatische wending met het torpederen van de zonder op voorhand gewaarschuwde Lusitania door de Duitse onderzeeboot U 20. In de periode voor deze aanval waren Duitse U-boten echter al slachtoffer geworden van hinderlagen door geallieerde schepen, die onder het mom van neutrale schepen de duikboten dicht genoeg konden naderen om ze daarna te kunnen aanvallen. Naar achteraf bleek was het passagiersschip in het geheim bewapend, zoals de Duitsers beweerden, en vervoerde het sinds november 1914 munitie voor de geallieerden. Later in 1915 herriepen de Duitsers de onbeperkte duikbotenoorlog, waarschijnlijk omstreeks 6 juni, mede uit angst van een mogelijke deelname van de Verenigde Staten aan de oorlog. Op 1 februari 1917 begonnen de Duitsers, mede op aandringen van de Duitse bevelvoerder Erich Ludendorff, opnieuw met het onaangekondigd aanvallen van alle schepen binnen een zogenaamd Spergebied.
Hoewel de Duitsers eerder hadden vermeden Amerika bij de oorlog te betrekken, was dat in januari 1917 niet meer het geval. De Duitse bankier Richard Fuss had berekend dat de geallieerden binnen zes maanden zouden capituleren, als duikboten per maand 630.000 ton scheepsruimte zouden vernietigen. De bevoorrading van troepen zou dan niet langer voldoende meer zijn en het moreel in het Verenigd Koninkrijk zou dalen vanwege tegenvallende oogsten en verminderde invoer van voeding. De Duitsers verwachtten niet dat de Amerikanen zo snel konden mobiliseren dat zij binnen zes maanden op de slagvelden in Europa zouden zijn, een Amerikaanse oorlogsverklaring zou dus niet uitmaken. Hierin vergisten ze zich echter, wat ingrijpende gevolgen zou hebben.
De onbeperkte duikbotenoorlog zorgde inderdaad voor een groot tekort binnen de geallieerde handelsvloot. De Amerikaanse ambassadeur in het Verenigd Koninkrijk, Walter Hines Page, schreef naar Washington "The submarines are sinking freight ships faster than freight ships are being built by the whole world. In this way, too, then, the Germans are succeeding. Now if this goes on long enough, the Allies' game is up. For instance, they have lately sunk so many fuel oil ships, that this country may very soon be in a perilous condition — even the Grand Fleet may not have enough fuel". Georges Clemenceau schreef aan de Amerikaanse president Wilson "Gasoline is as vital as blood in the coming battles…a failure in the supply of gasoline would cause the immediate paralysis of our armies".

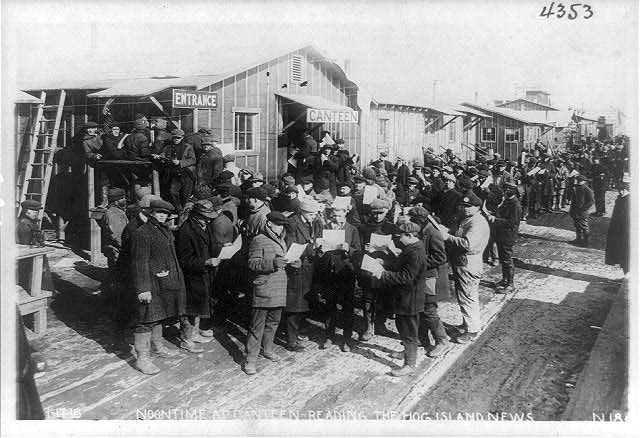
Arbeiders tijdens lunchpauze op de Hog Island scheepswerf in 1918

President Wilson reageerde daadkrachtig. De War Shipping Board vorderde alle schepen in de Verenigde Staten en nam ook alle scheepswerven daar over. Er kwam een ongekend groot budget van 1,3 miljard dollar vrij en bij Hog Island werd de grootste scheepswerf ter wereld gebouwd, bekend van de Hog Islander. In 1918 liet de War Shipping Board 533 schepen bouwen met in totaal 3,3 miljoen ton dwt. De machine die in gang was gezet, was niet direct te stoppen, waardoor tot een jaar na het aflopen van de oorlog 1.180 schepen werden gebouwd van in totaal 6,3 miljoen ton dwt.
Op 6 april 1917 verklaarden de Verenigde Staten Duitsland de oorlog, enerzijds vanwege de duikbotenoorlog, anderzijds vanwege het Zimmermanntelegram. Dat was een onderschept geheim telegram van de Duitse minister van Buitenlandse Zaken, Arthur Zimmermann naar een Duitse diplomaat in Mexico, waarin Duitsland delen van het zuiden van de Verenigde Staten aan Mexico beloofde, als het zich zou aansluiten bij de centrale mogendheden. De onbeperkte duikbotenoorlog was al hervat in februari 1917 en de Britten begonnen vanaf september 1917 op grote schaal met varen in beschermd konvooi. De geallieerden leden de zwaarste verliezen in april 1917, toen U-boten een record van 881.027 ton tot zinken brachten.
Om de duikboten in Wilhelmshaven te houden, legden de Britten zeemijnen, de geallieerden wisten een poging om die te ruimen te verijdelen tijdens de Tweede Slag bij Helgoland. De Duitsers verplaatsten zo veel mogelijk hun duikboten naar Brugge, dat ook een dag korter varen bij het Sperrgebiet lag. De aanval op de haven van Zeebrugge, de eerste- en de tweede aanval op de haven van Oostende waren Britse pogingen om de Duitse duikboten vanuit Brugge de weg te versperren.

### Nederland en de onbeperkte duikbootoorlog
Het uitroepen van de onbeperkte duikbootoorlog had ernstige gevolgen voor Nederland. Doordat ook neutrale schepen aangevallen zouden worden als zij het Sperrgebiet in zouden varen, moesten de schepen om de Britse eilanden heen varen. Ernstiger, was echter het feit dat Nederlandse handelsschepen niet meer via de Middellandse Zee en het Suezkanaal konden varen, en dus om Afrika heen moesten als zij naar Nederlands-Indië wilden.
Dat de hervatting van de onbeperkte duikbootoorlog op handen was, was al lange tijd bij de geallieerden en in Nederland bekend. Daarom had Nederland en in het bijzonder de voorzitter van de ministerraad Pieter Cort van der Linden in het geheim onderhandeld met de Duitsers. De hoge Duitse diplomaat Johannes Kriege kwam bijvoorbeeld op 31 januari 1917 op bezoek bij Cort van der Linden. Een andere belangrijke speler was de handelsmagnaat Anton Kröller, die naar Duitsland afreisde om daar met de centrale mogendheden te overleggen. Omdat hij zijn handelsimperium als dekmantel kon gebruiken, zouden zijn gesprekken met de Duitse top niet als schendingen van de Nederlandse neutraliteit worden gezien.
Cort van der Linden en Kröller wisten behoorlijk wat te bewerkstelligen in hun onderhandelingen. Zo garandeerde Duitsland een 'vrije vaargeul', die vanaf de Nederlandse westkust, noordelijk via het oostelijk gedeelte van de Doggersbank naar het noorden voerde. Eerst hadden de Duitsers hun Sperrgebiet namelijk laten aansluiten op het gebied dat de Engelsen al als 'mijngevaarlijk' hadden bestempeld. Bovendien zou de kolenimport vanuit Engeland naar Nederland stilvallen. Cort van der Linden en Kröller zorgden er daarom voor dat de Duitsers ter compensatie extra kolen zouden leveren.

## Tweede Wereldoorlog

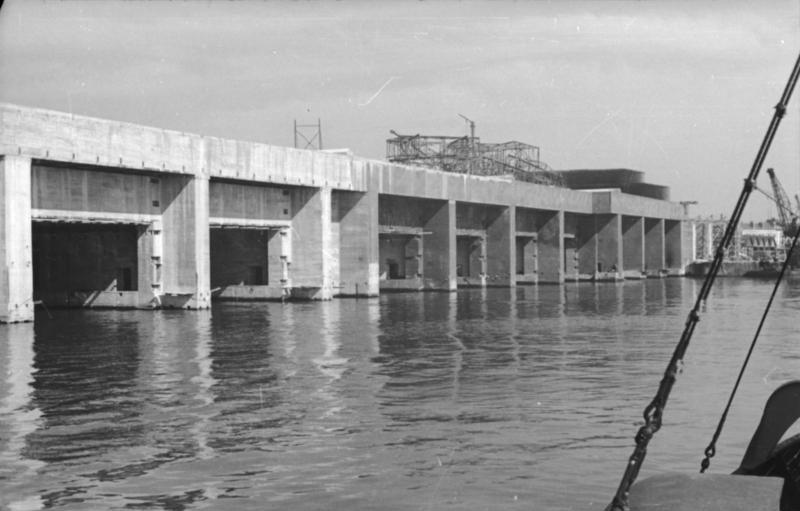
Duitse U-bootbunker in de Franse havenstad Saint-Nazaire

Eigenlijk is gedurende de gehele Tweede Wereldoorlog aan beide zijden een onbeperkte duikbotenoorlog gevoerd. Op 8 mei 1940 vaardigde de British Admiralty het bevel uit alle schepen die in zicht kwamen in het Skagerrak tot zinken te brengen en tijdens de processen van Neurenberg verklaarde admiraal Nimitz dat vanaf Amerikaanse zijde in de Grote Oceaan de onbeperkte duikbotenoorlog van kracht was vanaf het moment van deelname aan de oorlog door de Verenigde Staten.
Van Duitse zijde werden duikboten met een steeds groter bereik ingezet, waardoor konvooien tot ver op de Atlantische Oceaan het risico liepen aangevallen te worden door zogenaamde "Wolfpacks", een groep van samenwerkende duikboten die op dezelfde manier een konvooi besloop en aanviel als een roedel wolven doet bij een kudde prooidieren. In 1942 vaardigde admiraal Dönitz het bevel uit dat overlevenden van getorpedeerde passagiersschepen niet meer geholpen mochten worden. De reden hiervoor was het Laconia-incident, waarbij Duitse onderzeeboten met overlevenden van het schip Laconia, voor een groot deel Italiaanse krijgsgevangenen, door Amerikaanse vliegtuigen werden aangevallen. Op dat moment was het geschut van de duikboten afgedekt met Rode Kruis-vlaggen.
In de eerste jaren van beide wereldoorlogen zorgden de U-boten voor een sterke bedreiging voor het scheepvaartverkeer over de Atlantische Oceaan, maar door gebruik van steeds effectievere dieptebommen, geallieerde duikboten, en - tijdens de Tweede Wereldoorlog - jachtvliegtuigen met torpedo's, sonar, radar en Leigh Light en het ontrafelen van de Duitse communicatiecodes nam hun overmacht snel af.